# Barquinha
Die Barquinha ist neben União do Vegetal und Santo Daime eine der drei Ayahuasca-Religionen, die seit den 1920er Jahren in der Stadt Rio Branco im brasilianischen Bundesstaat Acre entstanden sind. In den Ritualen dieser Religionen wird das entheogene Sakrament Ayahuasca innerhalb eines Gottesdienstes eingenommen.

## Entstehung der Barquinha
Die Barquinha ist eine Abspaltung von der Alto Santo genannten Santo-Daime-Kultgruppe um Irineu Serra, die im Jahre 1945 von einem einstigen Anhänger Serras, Daniel Pereira de Mattos, begründet wurde. Mattos, ein zeitweilig dem Alkoholismus verfallender ehemaliger Matrose, hatte bereits im Kindesalter visionäre Träume und paranormale Wahrnehmungen.
In den von Irineu Serra abgehaltenen Daime-Ritualen erfährt de Mattos schließlich die Gründe seiner Alkoholsucht und die Hintergründe seiner Visionen um das „Blaue Buch“. Er beginnt anschließend mit der Ausführung seiner Mission und empfängt in Träumen und Daime-Visionen, in der Tradition der Daimistas miraçoes  genannt, die Hymnen und Psalmen des livro azul, des heiligen Buches der Barquinha-Religionen.